# 河泰权
河泰权（：／ Ha Tae-kwon，1975年4月30日—），韩国前男子羽毛球运动员。
河泰权曾与金东文搭档男子双打代表韩国参加2004年夏季奥林匹克运动会羽毛球比赛。第一轮轮空，第二轮战胜波兰选手罗伯特·马特斯亚克和麦克·罗高斯。¼决赛以15-7和15-11胜中国队的郑波和桑洋。準决赛則以15-8、15-2胜印度尼西亚的徐永贤和林培雷，再在决赛以15-11和15-4战胜韩国队友李東秀和柳鏞成赢得金牌。
河泰权目前是李龍大的教练。

## 主要比賽成績
只列出曾進入準決賽的國際賽事成績：
| 年份   | 賽事                     | 項目     | 搭檔   | 成績   |
| ------ | ------------------------ | -------- | ------ | ------ |
| 2001年 | 香港羽毛球公開賽         | 混合雙打 | 黃遊美 | 準決賽 |
| 2002年 | 亞洲羽毛球錦標賽         | 男子雙打 | 金东文 | 冠軍   |
| 2004年 | 奧林匹克運動會羽毛球比賽 | 男子雙打 | 金东文 | 金牌   |

### 奧運會和世錦賽參賽紀錄
|          | 搭檔   | 2004 |
| -------- | ------ | ---- |
| 男子雙打 | 金东文 | 金牌 |